# Francesca Bonciani
Francesca Bonciani (Signa, 25 maggio 1992) è una pallavolista italiana, di ruolo palleggiatrice.

## Palmarès
- Coppa Italia di Serie A2: 2

2012-13, 2015-16
- Coppa CEV: 1

2010-11